# Liste der Biografien/Sj
Liste der Biografien |
Portal Biografien |
Personensuche
# |
A |
B |
C |
D |
E |
F |
G |
H |
I |
J |
K |
L |
M |
N |
O |
P |
Q |
R |
S |
T |
U |
V |
W |
X |
Y |
Z |
?
 
Sa |
Sb |
Sc |
Sd |
Se |
Sf |
Sg |
Sh |
Si |
Sj |
Sk |
Sl |
Sm |
Sn |
So |
Sp |
Sq |
Sr |
Ss |
St |
Su |
Sv |
Sw |
Sy |
Sz
Die Liste der Biografien führt alle Personen auf, die in der deutschsprachigen Wikipedia einen Artikel haben. Dieses ist eine Teilliste mit 142 Einträgen von Personen, deren Namen mit den Buchstaben „Sj“ beginnt.

## Sj

### Sja
- Sjaastad, Anders Christian (* 1942), norwegischer Politiker (Høyre), Mitglied des Storting und Minister
- Sjaastad, Gustav (1902–1964), norwegischer Rechtsanwalt, Politiker (Arbeiterpartei), Storting-Abgeordneter, Minister und Fylkesmann
- Sjadzali, Munawir (1925–2004), indonesischer Politiker und Diplomat
- Sjaichu, Achmad (1921–1995), indonesischer Politiker
- Sjaljawa, Aljaksandr (* 1992), belarussischer Fußballspieler
- Sjamjonau, Michail (* 1984), belarussischer Ringer
- Sjamjonau, Michail (* 1986), belarussischer Skilangläufer und Biathlet
- Sjamsoeddin, Sjafrie (* 1952), indonesischer Militär und Politiker
- Sjankowitsch, Ihar (* 1987), kasachisch-belarussischer Fußballspieler
- Sjarhejeu, Maksim (* 1991), belarussischer Shorttracker
- Sjarow, Anton (* 1963), bulgarischer Musiker
- Sjarowa, Swjatlana (* 1986), belarussische Kugelstoßerin und Diskuswerferin
- Sjasikow, Murat Magometowitsch (* 1957), russischer Politiker
- Sjåstad Christiansen, Tiril (* 1995), norwegische Freestyle-Skisportlerin
- Sjåstad, Runar (* 1968), norwegischer Politiker
- Sjatikowa, Natalja Wassiljewna (* 1974), russische Skilangläuferin
- Sjatikowa, Wera Wassiljewna (* 1974), russische Skilangläuferin
- Sjatkowa, Luisa Konstantinowna (1931–2015), sowjetische bzw. russische Geomorphologin und Hochschullehrerin

### Sje
- Sjedych, Jurij (1955–2021), sowjetischer bzw. ukrainischer Hammerwerfer und OlympiasiegerJurij Sjedych (1955–2021)

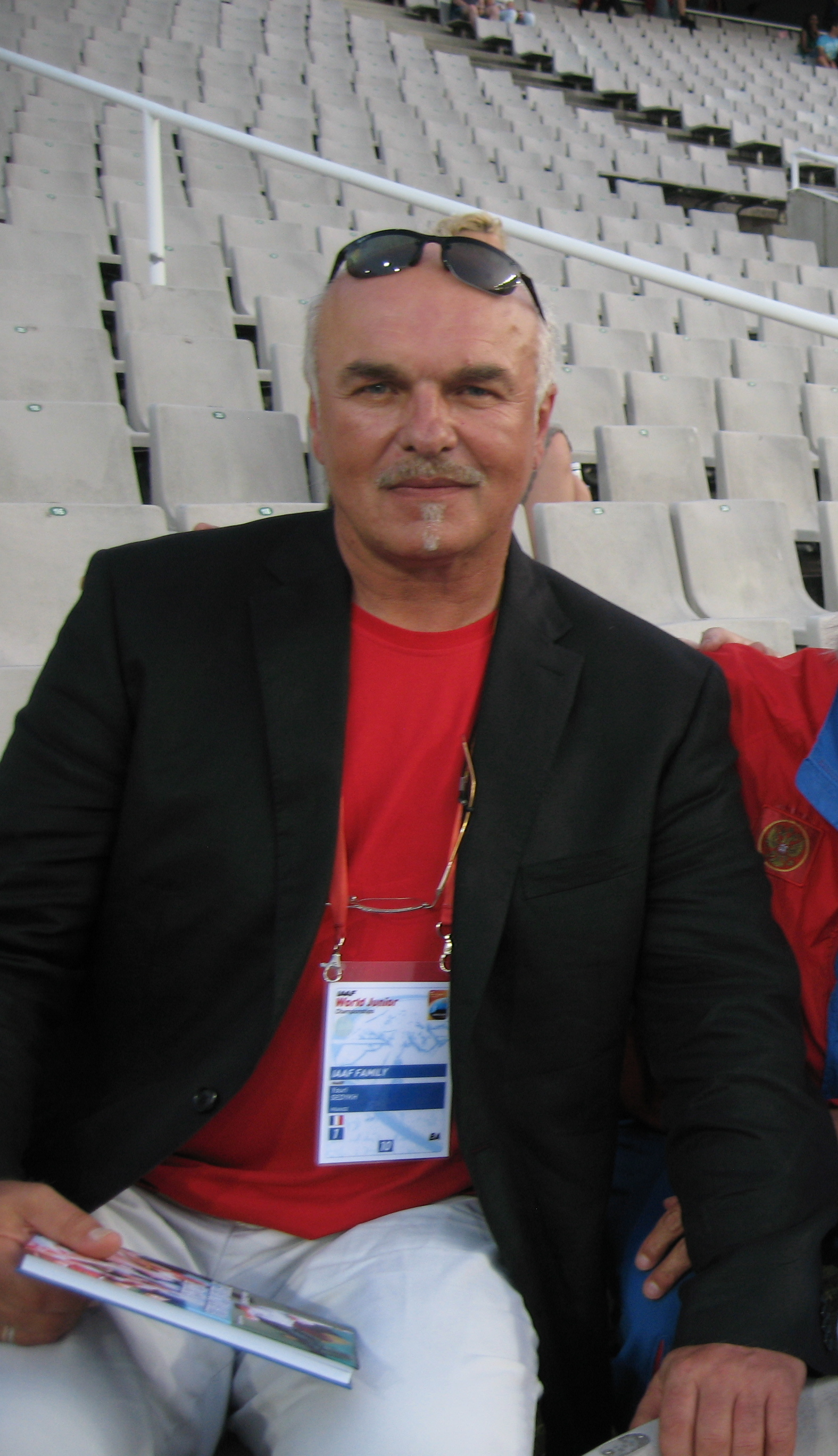
Jurij Sjedych (1955–2021)

- Sjekloća, Nikola (* 1978), jugoslawisch-montenegrinischer Boxer
- Sjemzew, Wiktor (* 1973), ukrainischer Triathlet

### Sjo
- Sjöberg, Alf (1903–1980), schwedischer Theater- und Filmregisseur
- Sjöberg, Bertil (1914–1999), schwedischer Maler
- Sjöberg, Birger (1885–1929), schwedischer Dichter und Schriftsteller
- Sjöberg, Curt (1897–1948), schwedischer Turner und Wasserspringer
- Sjoberg, Donald (* 1930), kanadischer lutherischer Geistlicher und ehemaliger Leitender Bischof der Evangelisch-Lutherischen Kirche in Kanada
- Sjöberg, Fredrik (* 1958), schwedischer Übersetzer, freier Journalist und Schriftsteller
- Sjöberg, Gustav (1913–2003), schwedischer Fußballtorhüter
- Sjöberg, Gustav-Adolf (1865–1937), schwedischer Sportschütze
- Sjöberg, Henriette (1842–1915), schwedische Künstlerin, Illustratorin und Lehrerin
- Sjöberg, Henrik (1875–1905), schwedischer Leichtathlet und Turner
- Sjöberg, Jalmar (* 1985), schwedischer Ringer
- Sjöberg, Johan (* 1980), schwedischer Fußballspieler
- Sjöberg, Johanna (* 1978), schwedische Schwimmerin
- Sjöberg, Kaspar (* 1987), schwedischer Fußballschiedsrichter
- Sjöberg, Kjell (1937–2013), schwedischer Skispringer
- Sjöberg, Lars-Erik (1944–1987), schwedischer Eishockeyspieler und -scout
- Sjöberg, Lotta (* 1974), schwedische Comiczeichnerin und Illustratorin
- Sjøberg, Mette (* 1982), dänische Handballspielerin
- Sjöberg, Patrik (* 1965), schwedischer LeichtathletPatrik Sjöberg (* 1965)

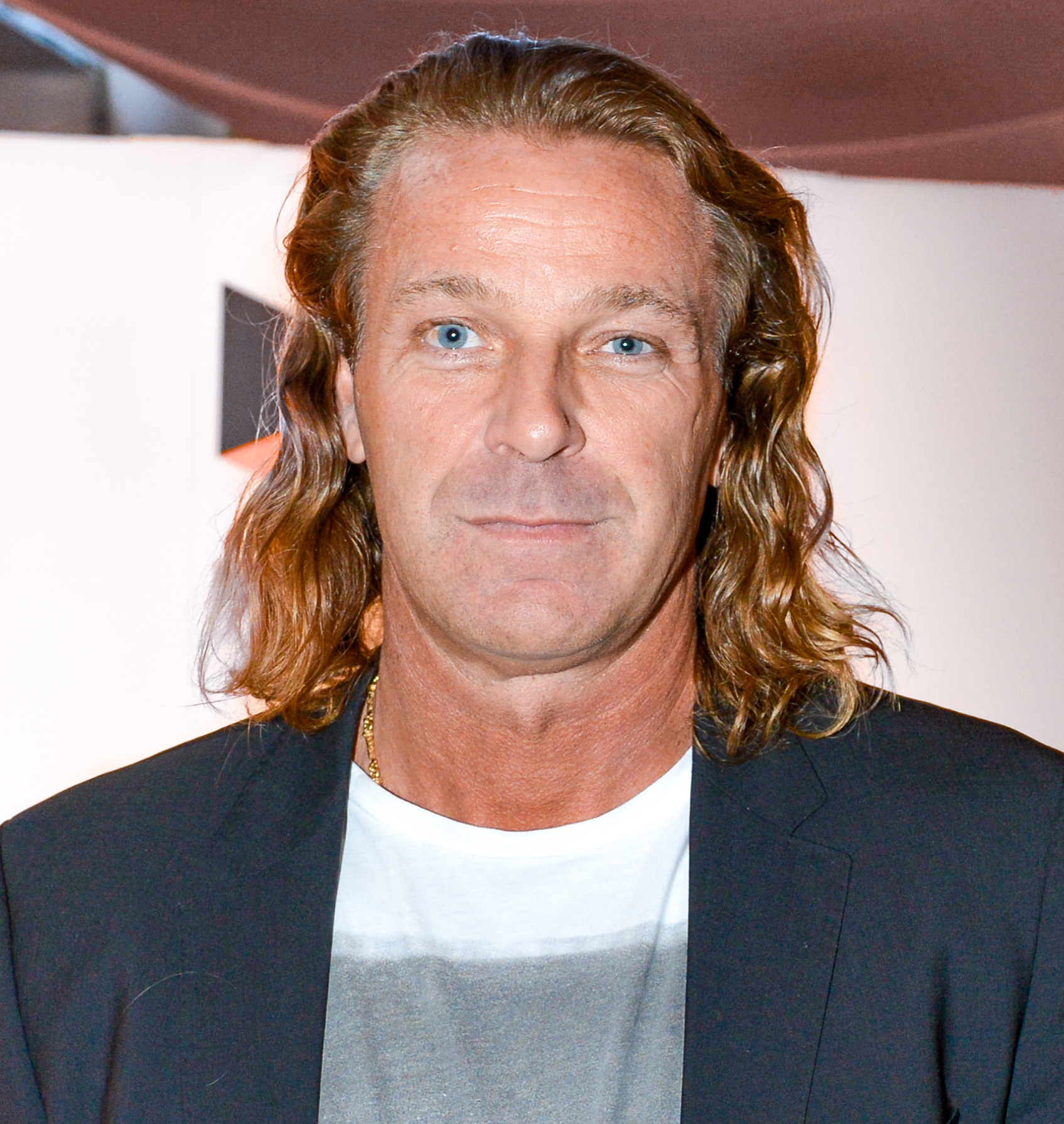
Patrik Sjöberg (* 1965)

- Sjöberg, Paul (1897–1978), finnischer Segler
- Sjöberg, Richard (1890–1960), schwedischer Leichtathlet
- Sjöberg, Thomas (* 1952), schwedischer Fußballspieler und -trainer
- Sjöblad, Axel (* 1967), schwedischer Handballspieler
- Sjöblom, Axel (1882–1951), schwedischer Turner
- Sjöblom, Rikard, schwedischer Musiker
- Sjøbrend, Amund (* 1952), norwegischer Eisschnellläufer
- Sjödelius, Sven-Olov (1933–2018), schwedischer Kanute
- Sjödén, Adolf (1843–1893), schwedischer Harfenvirtuose
- Sjödén, Gudrun (* 1941), schwedische ModedesignerinGudrun Sjödén (* 1941)

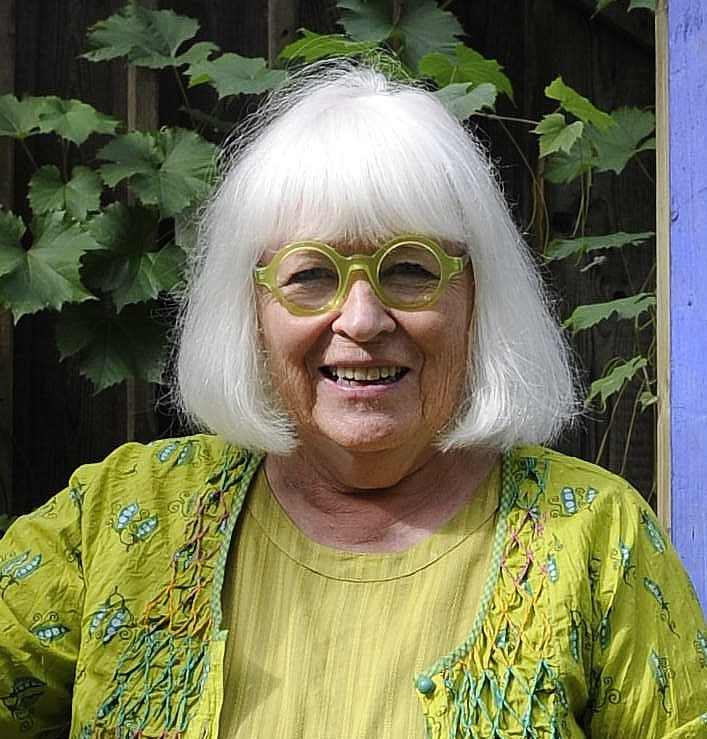
Gudrun Sjödén (* 1941)

- Sjödin, Jimmy (* 1977), schwedischer Wasserspringer
- Sjödin, Tomas (* 1959), schwedischer christlicher Schriftsteller und Pastor
- Sjödin, Tommy (* 1965), schwedischer Eishockeyspieler, -trainer und -funktionär
- Sjøen, Phillip (* 1995), norwegischer Skispringer
- Sjoestedt, Marie-Louise (1900–1940), französische Keltologin und Linguistin
- Sjögran, Therese (* 1977), schwedische Fußballspielerin
- Sjögren, Andreas Johan (1794–1855), finnischer Sprachwissenschaftler, Historiker, Ethnograph und Forschungsreisender
- Sjögren, Christer (* 1950), schwedischer Sänger
- Sjögren, Emil (1853–1918), Komponist
- Sjögren, Henrik (1899–1986), schwedischer Augenarzt
- Sjögren, Katrin (* 1966), finnische Politikerin der autonomen Åland-Inseln
- Sjögren, Martin (* 1977), schwedischer Fußballtrainer
- Sjögren, Mattias (* 1987), schwedischer Eishockeyspieler
- Sjögren, Sten (* 1957), schwedischer Handballspieler und -trainer
- Sjögren, Torsten (1896–1974), schwedischer Psychiater und Genetiker
- Sjöhage, Joakim (* 1986), schwedischer Fußballspieler
- Sjöholm, Ferdinand Ludwig von (1769–1841), preußischer Generalleutnant und zuletzt Kommandant nach Köln
- Sjöholm, Friedrich Wilhelm von (1768–1820), preußischer Generalmajor, Kommandeur der 14. Division, Kommandant von Trier
- Sjöholm, Helen (* 1970), schwedische SängerinHelen Sjöholm (* 1970)

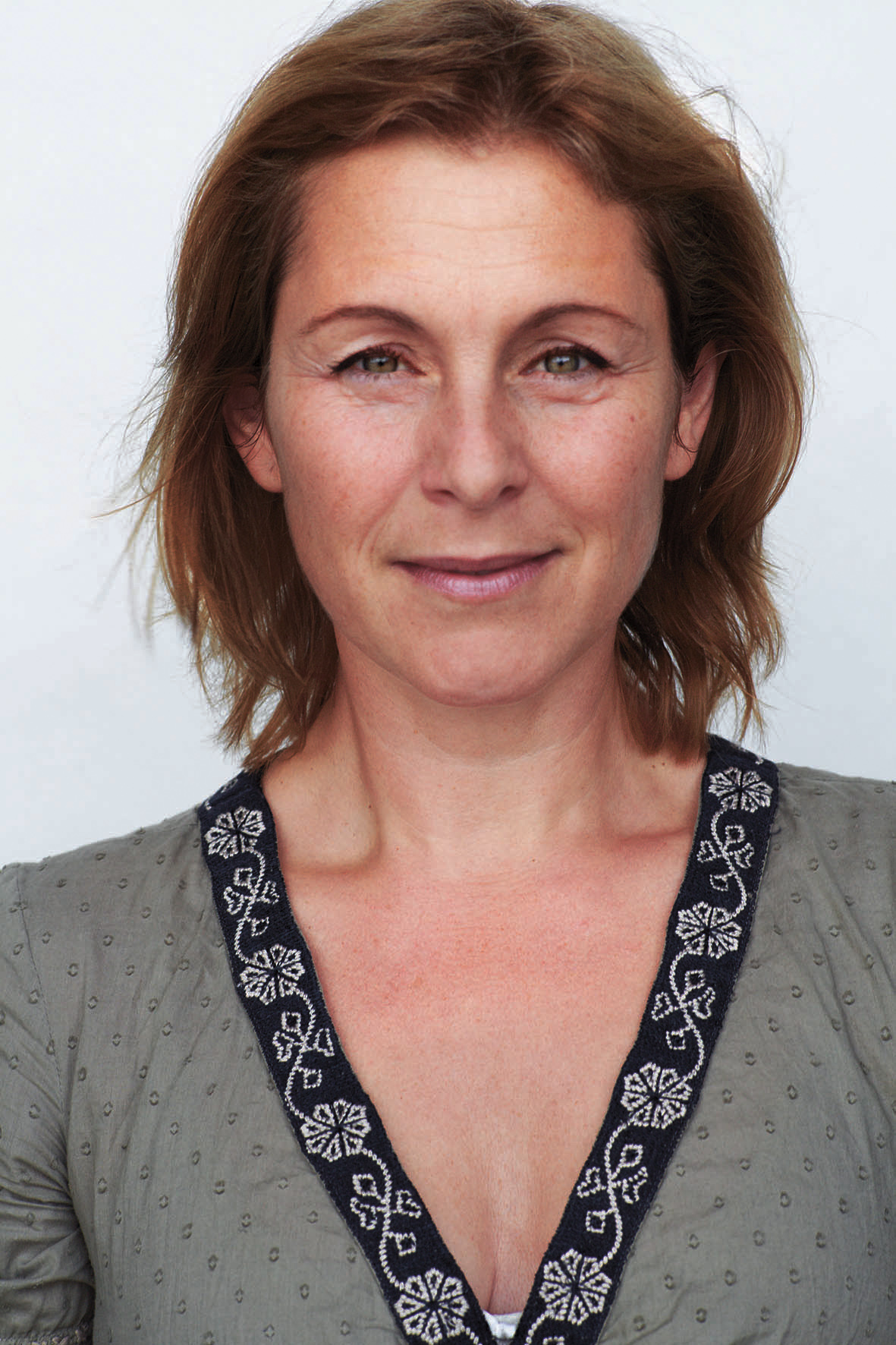
Helen Sjöholm (* 1970)

- Sjökvist, Gustaf (1943–2015), schwedischer Dirigent und Hochschullehrer
- Sjökvist, Henning (* 1998), schwedischer Biathlet
- Sjölander, Jonas (* 1965), schwedischer Curler
- Sjölander, Kimmen (* 1955), US-amerikanische Informatikerin und Hochschullehrerin
- Sjölander, Therése (* 1981), schwedische Eishockeyspielerin
- Sjölander, Waldemar († 1988), schwedischer Maler, Grafiker und Bildhauer
- Sjölin, Gunnar (1924–2015), schwedischer Eisschnellläufer
- Sjölin, Hilda (1835–1915), schwedische Fotopionierin
- Sjölin, Ivar (1918–1992), schwedischer Ringer
- Sjölin, Stig (1928–1995), schwedischer Boxer
- Sjölund, Annica (* 1985), finnische Fußballspielerin
- Sjölund, Daniel (* 1983), finnischer Fußballspieler
- Sjølund, Kristian (* 1999), norwegisch-US-amerikanischer Basketballspieler
- Sjølund, Signe (* 1992), dänische Handballspielerin
- Sjoman, Kylla (* 1987), kanadische Fußballspielerin
- Sjöman, Vilgot (1924–2006), schwedischer Filmregisseur und Autor
- Sjomin, Alexander Walerjewitsch (* 1984), russischer Eishockeyspieler
- Sjomin, Dmitri Konstantinowitsch (* 1983), russischer Eishockeyspieler
- Sjomin, Juri Pawlowitsch (* 1947), russischer Fußballspieler und -trainer
- Sjomuschkin, Tichon Sacharowitsch (1900–1970), sowjetischer Schriftsteller
- Sjón (* 1962), isländischer Schriftsteller und KünstlerSjón (* 1962)

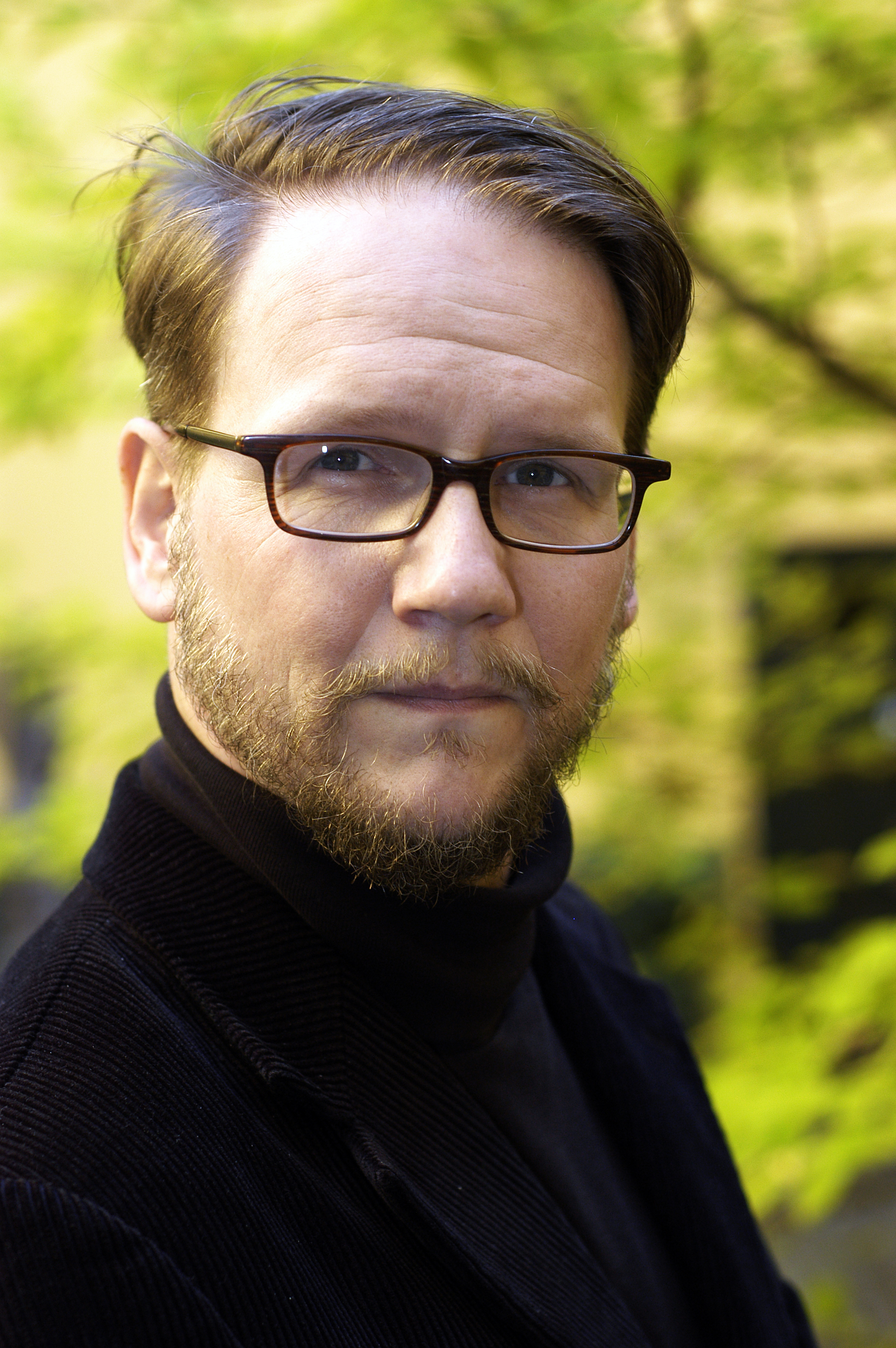
Sjón (* 1962)

- Sjööblom, Lars (* 1956), schwedischer Grafiker und Briefmarkenkünstler
- Sjöqvist, Erik (1903–1975), schwedischer Klassischer Archäologe
- Sjöqvist, Folke (1933–2020), schwedischer Pharmakologe
- Sjöqvist, Ingeborg (1912–2015), schwedische Wasserspringerin
- Sjöqvist, Lala (1903–1964), schwedische Wasserspringerin
- Sjornow, Dmitri Wladimirowitsch (1907–1971), sowjetischer Physiker und Hochschullehrer
- Sjöstedt, Bengt (1906–1981), finnischer Hürdenläufer
- Sjöstedt, Eva-Lotta (* 1966), schwedische Managerin
- Sjöstedt, Jonas (* 1964), schwedischer Politiker (Vänsterpartiet), Mitglied des Riksdag, MdEP
- Sjöstedt, Margareta (1923–2012), schwedisch-österreichische Opernsängerin (Alt)
- Sjöstedt, Thure (1903–1956), schwedischer Ringer
- Sjöstedt, Yngve (1866–1948), schwedischer Zoologe, Entomologe und Autor
- Sjóstein, Paula (* 1983), färöische Fußballspielerin
- Sjóstein, Petra (* 1984), färöische Fußballspielerin
- Sjösten, Lars (1941–2011), schwedischer Jazz-Pianist und Komponist
- Sjöstrand, Arnold (1903–1955), schwedischer Schauspieler und Filmregisseur
- Sjöstrand, Charlie (* 1986), schwedischer Handballspieler
- Sjöstrand, Fritiof (1912–2011), schwedischer Histologe
- Sjöstrand, Johan (* 1987), schwedischer Handballspieler
- Sjöstrand, Johannes (* 1947), schwedischer Mathematiker
- Sjöstrand, Torbjörn, schwedischer Physiker
- Sjöstrand, Tore (1921–2011), schwedischer Hindernisläufer
- Sjöström, Anna (* 1977), schwedische Fußballspielerin
- Sjöström, Frans (1944–2023), schwedischer Jazzmusiker (Saxophon, Komposition) und Hörfunkmoderator
- Sjöström, Fredrik (* 1983), schwedischer Eishockeyspieler und -funktionär
- Sjöström, Harri (* 1952), finnischer Jazzmusiker
- Sjöström, Jan (1948–2013), schwedischer Fußballtrainer
- Sjöström, Lars (* 1939), schwedischer Fußballspieler
- Sjöström, Sarah (* 1993), schwedische Schwimmerin
- Sjöström, Victor (1879–1960), schwedischer Regisseur und Schauspieler
- Sjöwall, Jenny (* 1971), schwedische Bogenschützin
- Sjöwall, Maj (1935–2020), schwedische Schriftstellerin und Übersetzerin
- Sjöwall, Ulrika (* 1971), schwedische Bogenschützin

### Sju
- Sjuganow, Gennadi Andrejewitsch (* 1944), russischer Politiker und Vorsitzender der Kommunistischen Partei der Russischen FöderationGennadi Andrejewitsch Sjuganow (* 1944)

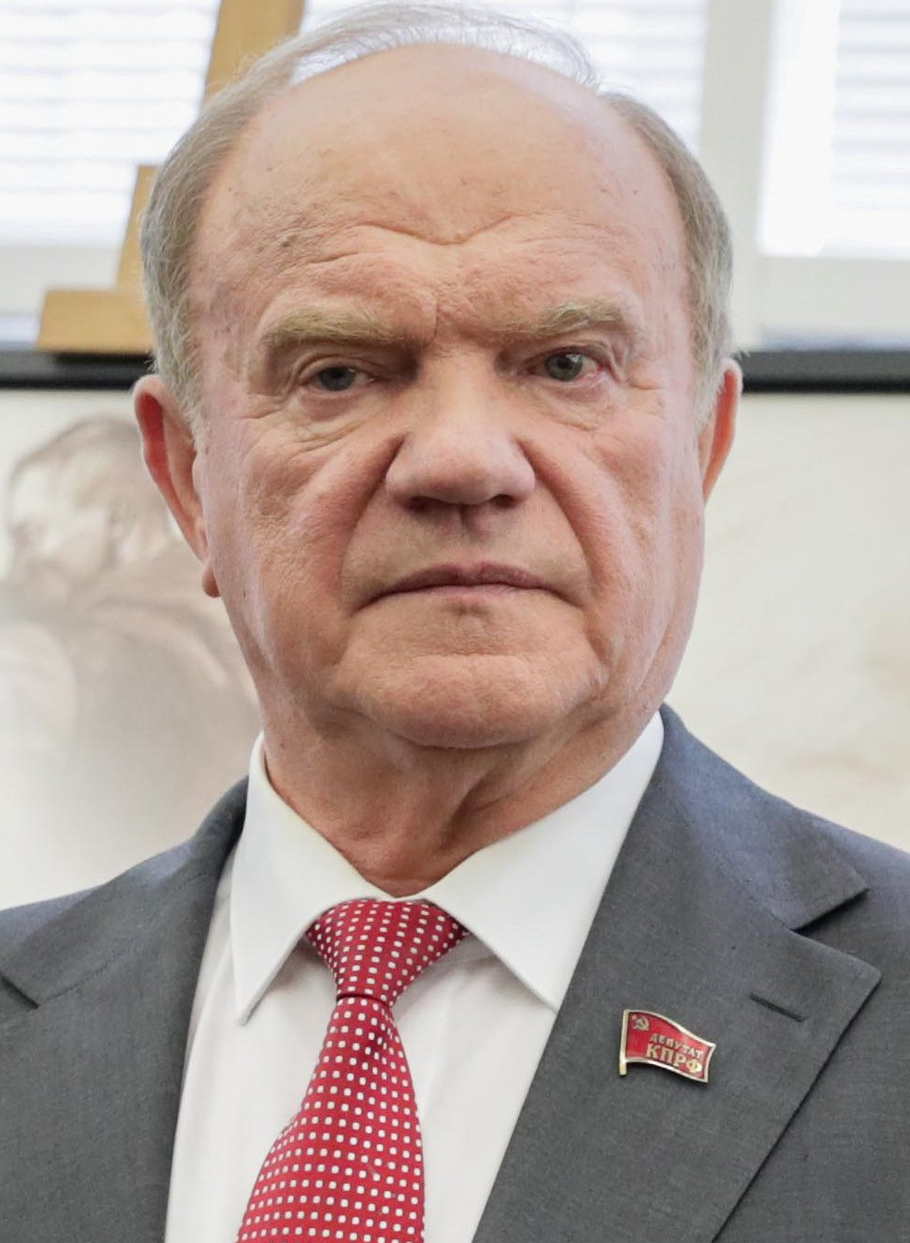
Gennadi Andrejewitsch Sjuganow (* 1944)

- Sjugirow, Sanan Wjatscheslawowitsch (* 1993), russischer Schachspieler
- Sjulschyn, Wassil (* 1946), sowjetischer Ringer
- Sjuni, Grigor (1876–1939), armenisch-russischer Komponist
- Sjúrður, Løgmaður der Shetlandinseln
- Sjursen, Gjert Høie (* 2000), norwegischer Hürdenläufer
- Sjursen, Jann (* 1963), dänischer christdemokratischer Politiker
- Sjursen, Robert (1891–1965), norwegischer Turner
- Sjurts, Insa (* 1963), deutsche Betriebswirtin, Hochschullehrerin, Hochschulpräsidentin
- Sjusew, Pawel Wassiljewitsch (1867–1928), russischer Botaniker und Hochschullehrer
- Sjusin, Alexander Semenowitsch (1903–1985), ukrainisch-sowjetischer Geodät, Hochschullehrer, Autor und Bergsteiger
- Sjusin, Andrei Jurjewitsch (* 1978), russischer Eishockeyspieler
- Sjusin, Dmitri Jurjewitsch (* 1987), russischer Eishockeyspieler
- Sjusjumow, Michail Jakowlewitsch (1893–1982), russischer Historiker
- Sjusko, Larissa (* 1969), russische Marathonläuferin
- Sjuskow, Wolodymyr (* 1981), ukrainischer Weitspringer
- Sjuskowa, Nina (* 1952), sowjetisch-ukrainische Sprinterin
- Sjutkin, Waleri Miladowitsch (* 1958), russischer Rockmusiker und Popmusiker
- Sjuts, Helma (1919–2008), deutsche Ballonfahrerin, Kommunalpolitikerin und Pädagogin